# Liste der Kulturdenkmäler in der Gesamtanlage Bruchstraße
Die folgende Liste enthält die in der Denkmaltopographie ausgewiesenen Kulturdenkmäler auf dem Gebiet des Ortsteils Kirchditmold der  Stadt Kassel, Hessen.
Hinweis: Die Reihenfolge der Denkmäler in dieser Liste orientiert sich an der Anschrift, alternativ ist sie auch nach der Bezeichnung oder der Bauzeit sortierbar.
Kulturdenkmäler werden fortlaufend im Denkmalverzeichnis des Landes Hessen durch das Landesamt für Denkmalpflege Hessen auf Basis des Hessischen Denkmalschutzgesetzes (HDSchG) geführt. Die Schutzwürdigkeit eines Kulturdenkmals hängt nicht von der Eintragung in das Denkmalverzeichnis des Landes Hessen oder der Veröffentlichung in der Denkmaltopographie ab.

Das Vorhandensein oder Fehlen eines Objekts in dieser Liste ist keine rechtsverbindliche Auskunft darüber, ob es Kulturdenkmal ist oder nicht: Diese Liste entspricht möglicherweise nicht dem aktuellen Stand der offiziellen Denkmaltopographie. Diese ist für Hessen in den entsprechenden Bänden der Denkmaltopographie Bundesrepublik Deutschland und im Internet unter DenkXweb – Kulturdenkmäler in Hessen einsehbar. Auch diese Quellen sind, obwohl sie durch das Landesamt für Denkmalpflege Hessen aktualisiert werden, nicht immer aktuell, da es im Denkmalbestand immer wieder Änderungen gibt.
Eine verbindliche Auskunft erteilt allein das Landesamt für Denkmalpflege Hessen.
Nutze diese Kartenansicht, um Koordinaten in der Liste zu setzen. In dieser Kartenansicht sind Kulturdenkmale ohne Koordinaten mit einem roten bzw. orangen Marker dargestellt und können in der Karte gesetzt werden. Kulturdenkmale ohne Bild sind mit einem blauen bzw. roten Marker gekennzeichnet, Kulturdenkmale mit Bild mit einem grünen bzw. orangen Marker.
Die Liste der Kulturdenkmäler in der Gesamtanlage Bruchstraße ist eine Teilliste der Liste der Kulturdenkmäler in Kirchditmold und enthält die Kulturdenkmale, der als Bruchstraße bezeichneten Gesamtanlage im Stadtteil Kirchditmold, die in der vom Landesamt für Denkmalpflege Hessen 2009 herausgegebenen Denkmaltopographie der Stadt Kassel, Band III veröffentlicht wurden. 

## Gesamtanlage Bruchstraße
Anm.: Die Gesamtanlage Bruchstraße besitzt keine ausgewiesenen Einzeldenkmale.
| Bild | Bezeichnung | Lage                | Beschreibung                    | Bauzeit | Daten |
| ---- | ----------- | ------------------- | ------------------------------- | ------- | ----- |
|      |             | Bruchstraße 19 Lage | (nur als Teil der Gesamtanlage) |         |       |
|      |             | Bruchstraße 21 Lage | (nur als Teil der Gesamtanlage) |         |       |
|      |             | Bruchstraße 24 Lage | (nur als Teil der Gesamtanlage) |         |       |
|      |             | Bruchstraße 25 Lage | (nur als Teil der Gesamtanlage) |         |       |
|      |             | Bruchstraße 26 Lage | (nur als Teil der Gesamtanlage) |         |       |
|      |             | Bruchstraße 27 Lage | (nur als Teil der Gesamtanlage) |         |       |
|      |             | Bruchstraße 28 Lage | (nur als Teil der Gesamtanlage) |         |       |
|      |             | Bruchstraße 29 Lage | (nur als Teil der Gesamtanlage) |         |       |
|      |             | Bruchstraße 30 Lage | (nur als Teil der Gesamtanlage) |         |       |
|      |             | Bruchstraße 31 Lage | (nur als Teil der Gesamtanlage) |         |       |
|      |             | Bruchstraße 32 Lage | (nur als Teil der Gesamtanlage) |         |       |
|      |             | Bruchstraße 33 Lage | (nur als Teil der Gesamtanlage) |         |       |
|      |             | Bruchstraße 34 Lage | (nur als Teil der Gesamtanlage) |         |       |
|      |             | Bruchstraße 35 Lage | (nur als Teil der Gesamtanlage) |         |       |
|      |             | Bruchstraße 36 Lage | (nur als Teil der Gesamtanlage) |         |       |
|      |             | Bruchstraße 37 Lage | (nur als Teil der Gesamtanlage) |         |       |
|      |             | Gaußstraße 1 Lage   | (nur als Teil der Gesamtanlage) |         |       |